# Henri Michel (football)
Pour les articles homonymes, voir Henri Michel et Michel.
Henri Michel, né le 28 octobre 1947 à Aix-en-Provence et mort le 24 avril 2018 à Gardanne, est un footballeur international français évoluant au poste de milieu de terrain et entraîneur.
Il réalise l’essentiel de sa carrière au FC Nantes avec lequel il remporte trois titres de champion de France et une coupe de France. En équipe de France, il est sélectionné à 58 reprises entre 1967 et 1980.
À sa retraite sportive, il devient sélectionneur de l'équipe de France olympique avec laquelle il remporte les Jeux olympiques de 1984 puis, à la suite de la retraite de Michel Hidalgo, il devient sélectionneur de l'équipe de France avec laquelle il remporte la Coupe intercontinentale des nations en 1985 puis mène la France jusqu'à la 3e place de la Coupe du monde de football de 1986.
Il devient ensuite notamment entraîneur du Paris Saint-Germain et de plusieurs clubs et sélections nationales africaines, dont l'équipe du Maroc.

## Biographie

### Carrière de joueur
Formé à Aix-en-Provence, Henri Michel rejoint le FC Nantes en 1966 tout juste auréolé du titre de champion de France. Très vite, il s'impose dans l'équipe au poste de milieu défensif et comme capitaine. Suivent seize années de carrière dans ce club, avec à la clef trois titres de champion de France, une Coupe de France et une demi-finale de Coupe des vainqueurs de coupe.
À la fin de sa carrière, il joue au poste de libéro aux côtés de Patrice Rio et Maxime Bossis, entre autres. Il reste une légende du FC Nantes, avec lequel il dispute en tout 532 matches, record actuel à égalité avec Jean-Paul Bertrand-Demanes. Le 21 avril 2018, trois jours avant sa mort, il est élu « canari du XI de légende du FC Nantes », lors d'une consultation en ligne des supporters du club.
Il est 58 fois sélectionné en équipe de France, et il dispute la Coupe du monde 1978.
En 2022, le magazine So Foot le classe dans le top 1000 des meilleurs joueurs du championnat de France, à la 8e place.

### Carrière d'entraîneur
De 1982 à 1984, Henri Michel entraîne l'équipe de France olympique qui remporte la médaille d'or lors des Jeux Olympiques de 1984 à Los Angeles, face au Brésil en finale.
Cette même année, il succède à Michel Hidalgo comme sélectionneur de l'équipe de France A, tout juste championne d'Europe. Il remportera avec cette équipe la Coupe intercontinentale des nations en 1985 et atteindra la demi-finale de la Coupe du monde 1986 au Mexique. Après cette compétition, la France ne se qualifiera pas pour le Championnat d'Europe de 1988 en Allemagne, et Henri Michel sera remplacé par Michel Platini. Ce remplacement fait suite à un match calamiteux contre Chypre (1-1) lors des éliminatoires du Mondial 1990 qui compromettait les chances de qualification pour ce dernier. L'activité en coulisse du président bordelais de l'époque, Claude Bez, « super intendant » de l'équipe de France, n'étant pas étrangère à cette destitution[réf. nécessaire].
Il est ensuite brièvement entraîneur du Paris Saint-Germain puis sélectionneur du Cameroun pour la Coupe du monde 1994 aux États-Unis (élimination au 1er tour) avant de devenir pendant cinq ans sélectionneur de l'équipe nationale du Maroc qu'il qualifie pour la Coupe du monde 1998 en France (élimination au 1er tour). Proche du roi Hassan II, il obtient la nationalité marocaine en 1998. De 2000 à 2001, il est sélectionneur de l'équipe des Émirats arabes unis, qu'il qualifie pour le 2e tour éliminatoire. Il est ensuite brièvement entraîneur du club grec de l'Aris Salonique avant de devenir sélectionneur de l'équipe de Tunisie (2001-2002) après les éliminatoires de la Coupe du monde 2002 au Japon (élimination au 1er tour). Il deviendra ensuite entraîneur du Raja de Casablanca, un des plus grands clubs marocains, avec lequel il sera champion du Maroc en 2004 suite un parcours exceptionnel du club et remportera par la suite la Coupe de la CAF 2003 en réalisant une des saisons inoubliables par les supporters du Raja. Le 8 mars 2004, il est de nouveau sélectionneur d'une équipe africaine, l'équipe de Côte d'Ivoire, avec laquelle en 2006, il est finaliste de la Coupe d'Afrique des nations et qu'il qualifie pour la Coupe du monde 2006 (élimination au 1er tour). Il entraîne ensuite brièvement un club du Qatar, Al Arabi Doha, avant de devenir en 2007 entraîneur du club égyptien du Zamalek.
Il démissionne de ses fonctions dans le grand club égyptien en août 2007 pour rejoindre la sélection nationale du Maroc. Il est licencié de son poste d’entraîneur le 7 février 2008, à la suite de l'élimination surprise de son équipe lors de la Coupe d'Afrique des nations.

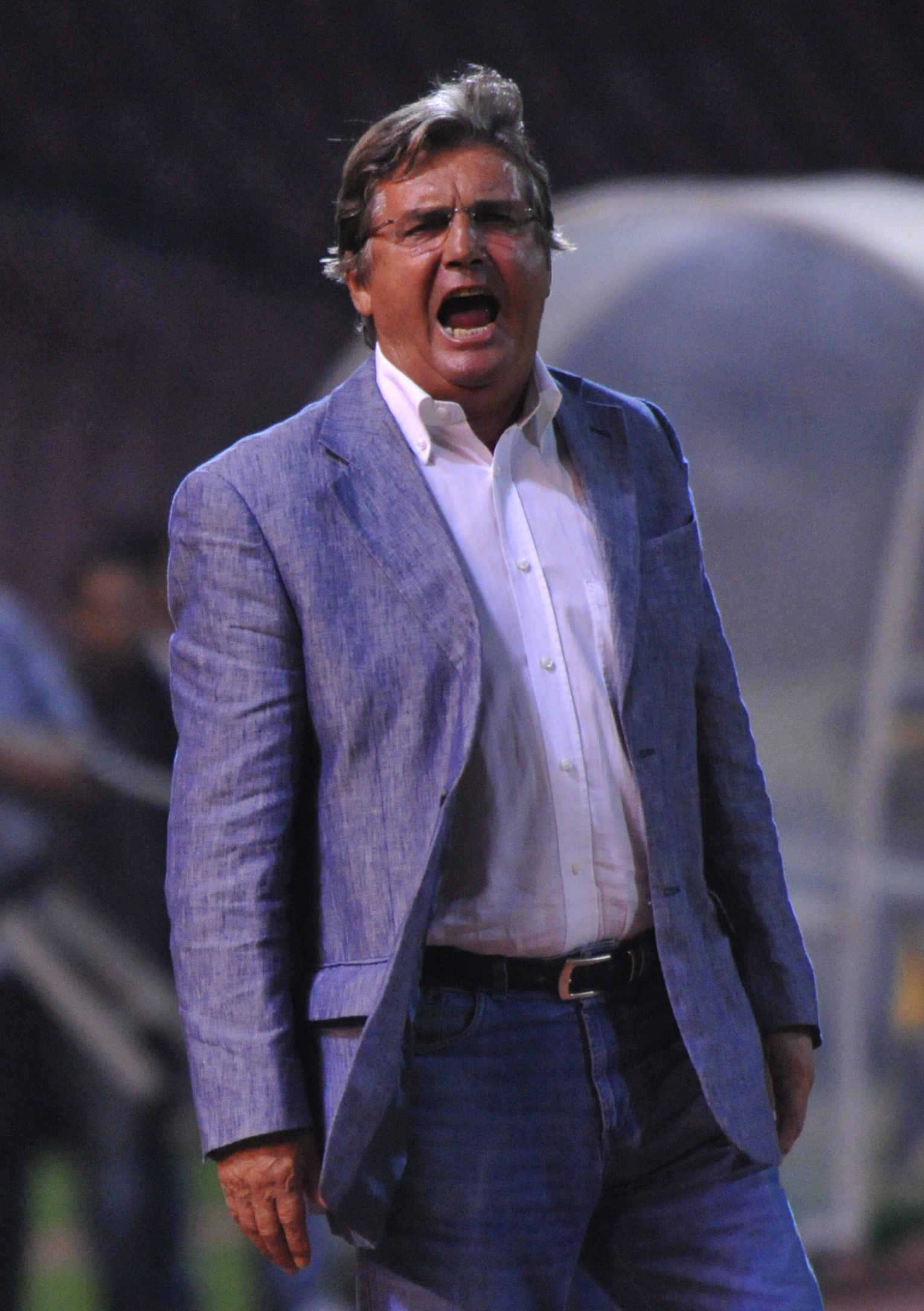
Henri Michel sur le banc du Raja CA en 2010

Il rejoint ensuite le Liban avant de prendre en main les destinées du club sud-africain des Mamelodi Sundowns en novembre 2008. Il démissionne en mars 2009.
En juin 2010, Henri Michel signe pour une saison renouvelable avec le Raja de Casablanca. À la suite d'un très mauvais début de saison, élimination en Coupe du Trône, deux défaites et un nul en championnat, il est contraint de démissionner au bout de cinq journées.
Le 9 décembre 2010, il devient sélectionneur de la Guinée Equatoriale après avoir signé un contrat de 13 mois le liant avec la sélection jusqu'à février 2012, soit après la CAN 2012 qui se déroulera au Gabon et en Guinée équatoriale. « Mes ambitions, c'est de réussir l'organisation de la CAN, le challenge est de créer une équipe solide », a affirmé Henri Michel. En décembre 2011, il démissionne de son poste de sélectionneur de la Guinée Equatoriale.
Fin août 2012, il est nommé sélectionneur du Kenya. Il démissionne le 18 décembre 2012 à la suite de problèmes de contrat avec la fédération kényane.

### Reconversion
Juste après avoir mis fin à sa carrière de joueur, Henri Michel est recruté comme consultant pour commenter certains matchs de la Coupe du monde 1982, avec Michel Denisot sur TF1.

### Mort et funérailles
Il meurt le 24 avril 2018 à l’âge de 70 ans d'un cancer.
De nombreux hommages lui sont rendus, par ses anciens équipiers nantais dont Maxime Bossis, des anciens internationaux, parmi lesquels Marius Trésor, Alain Giresse, Jean Tigana, Bernard Lacombe et Michel Platini, et des entraineurs.

L'Association « À la nantaise » souhaite qu'une statue soit réalisée en son honneur, de même, le club marocain du Raja de Casablanca n'a pas oublié son ancien entraîneur emblématique puisqu'à l'occasion d'une rencontre au Championnat le 28 avril 2018, les joueurs de l'équipe font leur entrée au stade avec un t-shirt où apparaît l'image d'Henri Michel.

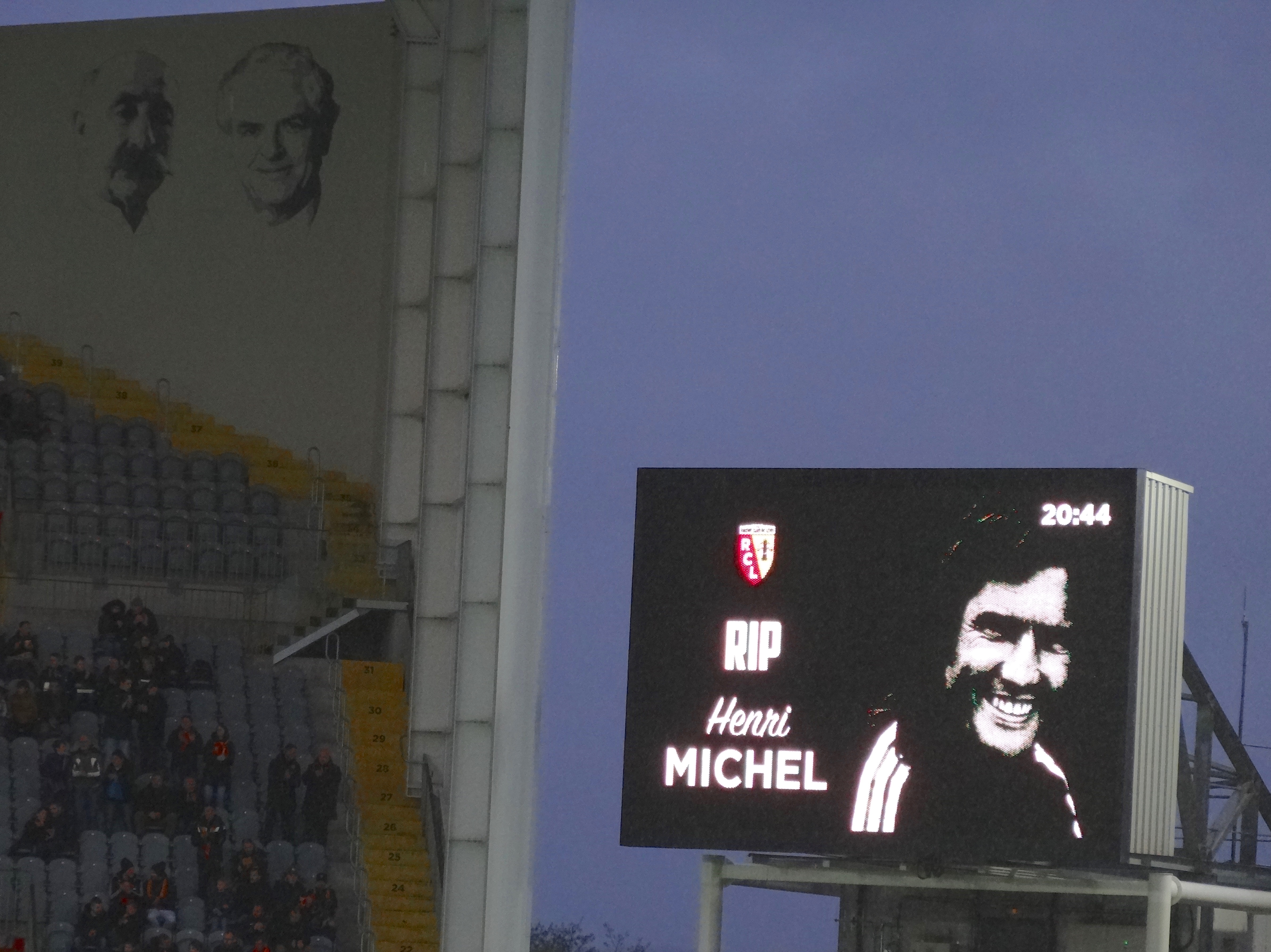
Hommage à Henri Michel (à Bollaert-Delelis).

Des hommages lui sont rendus : à Nantes, au stade de la Beaujoire, le 6 mai 2018 à l'occasion du match Nantes/Montpellier ; Noël Le Graët, président de la Fédération Française de Football, précise qu'une minute de silence sera respectée lors du match de préparation pour la coupe du monde France/Irlande.
Le roi Mohammed VI du Maroc indique « avoir appris avec une vive émotion le décès de feu Henri Michel » et adresse « à sa famille, et à travers elle, aux proches et amis du défunt, ses sincères condoléances et l’expression de sa profonde compassion ». Mohammed VI souligne également que « le Maroc perd en lui un ami fidèle qui a contribué au rayonnement du football national, en réussissant notamment à qualifier brillamment les Lions de l’Atlas aux phases finales de la Coupe du Monde de 1998″.
Emmanuel Macron rappelle que « La discrétion et l'humilité d'Henri Michel (...) auront fait presque oublier la carrière exceptionnelle qui fut la sienne. Malgré la dureté parfois du monde du football, il s'y était forgé de solides amitiés, de celles qui survivent aux avanies de l'histoire. La France perd un grand sportif et un homme d'une qualité morale exceptionnelle ».
Ses obsèques se déroulent le 27 avril 2018 en la Cathédrale Saint-Sauveur d'Aix-en-Provence.

### Postérité
Une biographie lui a été consacrée : "Henri Michel. Jouer pour vivre", rédigée par le journaliste Denis Roux, avec la collaboration de Philippe Laurent, chef de projet du Musée du FC Nantes. (Editions Offset 5 - Préface Claude Lemesle - 2019).
Le 8 mai 2021, une statue de Henri Michel fut inaugurée au stade de la Beaujoire en présence de sa famille et de figures emblématiques du club, elle est réalisée par le sculpteur français Mauro Corda.
En 2024, la ville d'Aix-en-Provence inaugure dans son quartier d'Aix-La Duranne le nouveau Complexe sportif Henri Michel signé de l’architecte Christophe Gulizzi.

## Statistiques du joueur

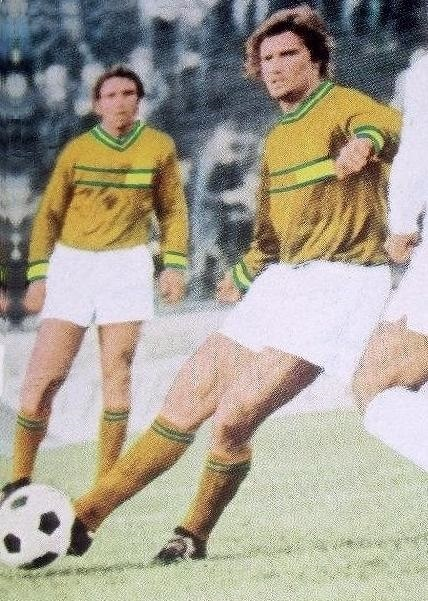
Henri Michel en 1971.

| Saison                | Club                  | Championnat           | Championnat | Championnat | Coupe(s) nationale(s) | Coupe(s) nationale(s) | Compétition(s) continentale(s) | Compétition(s) continentale(s) | Compétition(s) continentale(s) | France | France | Total | Total |
| Saison                | Club                  | Division              | M.          | B.          | M.                    | B.                    | Comp.                          | M.                             | B.                             | M.     | B.     | M.    | B.    |
| 1964-1965             | AS aixoise            | Division 2            | 8           | 0           | 1                     | 0                     | -                              | -                              | -                              | -      | -      | 9     | 0     |
| 1965-1966             | AS aixoise            | Division 2            | 26          | 3           | 5                     | 0                     | -                              | -                              | -                              | -      | -      | 31    | 3     |
| Sous-total            | Sous-total            | Sous-total            | 34          | 3           | 6                     | 0                     | -                              | -                              | -                              | -      | -      | 40    | 3     |
| 1966-1967             | FC Nantes             | Division 1            | 15          | 2           | 2                     | 0                     | C1                             | 3                              | 1                              | -      | -      | 20    | 3     |
| 1967-1968             | FC Nantes             | Division 1            | 32          | 1           | 2                     | 0                     | -                              | -                              | -                              | 3      | 0      | 37    | 1     |
| 1968-1969             | FC Nantes             | Division 1            | 34          | 3           | 2                     | 2                     | -                              | -                              | -                              | 4      | 1      | 40    | 6     |
| 1969-1970             | FC Nantes             | Division 1            | 28          | 6           | 8                     | 0                     | -                              | -                              | -                              | 5      | 1      | 41    | 7     |
| 1970-1971             | FC Nantes             | Division 1            | 38          | 4           | 4                     | 0                     | C2                             | 4                              | 1                              | 7      | 0      | 53    | 5     |
| 1971-1972             | FC Nantes             | Division 1            | 30          | 4           | 1                     | 0                     | C3                             | 4                              | 0                              | 9      | 0      | 44    | 4     |
| 1972-1973             | FC Nantes             | Division 1            | 38          | 9           | 9                     | 2                     | -                              | -                              | -                              | 5      | 1      | 52    | 12    |
| 1973-1974             | FC Nantes             | Division 1            | 36          | 6           | 7                     | 0                     | C1                             | 2                              | 0                              | 4      | 0      | 49    | 6     |
| 1974-1975             | FC Nantes             | Division 1            | 37          | 8           | 1                     | 0                     | C3                             | 4                              | 1                              | 6      | 1      | 48    | 10    |
| 1975-1976             | FC Nantes             | Division 1            | 38          | 12          | 1                     | 1                     | -                              | -                              | -                              | 4      | 0      | 43    | 13    |
| 1976-1977             | FC Nantes             | Division 1            | 38          | 11          | 8                     | 1                     | -                              | -                              | -                              | 1      | 0      | 47    | 12    |
| 1977-1978             | FC Nantes             | Division 1            | 37          | 5           | 7                     | 2                     | C1                             | 4                              | 0                              | 6      | 0      | 54    | 7     |
| 1978-1979             | FC Nantes             | Division 1            | 37          | 6           | 9                     | 1                     | C3                             | 2                              | 0                              | 3      | 0      | 51    | 7     |
| 1979-1980             | FC Nantes             | Division 1            | 34          | 2           | 2                     | 1                     | C2                             | 8                              | 1                              | -      | -      | 44    | 4     |
| 1980-1981             | FC Nantes             | Division 1            | 37          | 1           | 5                     | 0                     | C1                             | 4                              | 0                              | 1      | 0      | 47    | 1     |
| 1981-1982             | FC Nantes             | Division 1            | 24          | 1           | -                     | -                     | C3                             | 2                              | 0                              | -      | -      | 26    | 1     |
| Sous-total            | Sous-total            | Sous-total            | 533         | 81          | 68                    | 10                    | -                              | 37                             | 4                              | 58     | 4      | 696   | 99    |
| Total sur la carrière | Total sur la carrière | Total sur la carrière | 567         | 84          | 74                    | 10                    | -                              | 37                             | 4                              | 58     | 4      | 736   | 102   |

## Palmarès du joueur

### En club
- Avec le FC Nantes
  - Champion de France en 1973, en 1977 et en 1980
  - Vainqueur de la Coupe de France en 1979
  - Finaliste de la Coupe de France en 1970 et en 1973

## Palmarès d'entraîneur

### Avec l'équipe de France
- Vainqueur du Tournoi olympique de 1984 avec l'équipe de France olympique
- Vainqueur de la Coupe intercontinentale des nations en 1985
- Troisième de la Coupe du monde 1986
- Vainqueur du Tournoi de France en 1988

### Avec le Raja de Casablanca
- Vainqueur de la Coupe de la CAF en 2003
- Vainqueur de la Coupe du Maroc en 2003

### Avec la Côte d'Ivoire
- Finaliste de la Coupe d'Afrique des nations en 2006

## Distinctions
- Trophées UNFP 2024 : trophée d'honneur (à titre posthume) pour l'ensemble du groupe, à l'occasion du 40e anniversaire de la victoire de l'équipe de France olympique aux Jeux olympiques d'été de 1984[19],[20].

## Décorations
- Chevalier de la Légion d'honneur (décret du 31 décembre 1999)[1]